# Enizemum congener
Enizemum congener là một loài tò vò trong họ Ichneumonidae.